# Primeiro Estado Saudita
O Primeiro Estado Saudita ou Emirado de Daria foi estabelecido no ano de 1744, quando o imã Maomé ibne Abdal Uaabe e o príncipe Muhammad ibn Saud formaram uma aliança para estabelecer uma soberania religiosa e política determinada a "limpar" a Península Arábica de práticas heréticas e desvios do islã ortodoxo. Este esforço conjunto em reviver a religião islâmica em sua forma mais pura era visto pelos salafistas como a restauração da crença básica em Tawhid, enquanto que para outras seitas islâmicas e orientalistas, manter isto marcou o início do movimento revivalista salafista. Práticas como orações a figuras santas, fazer peregrinações a tumbas e mesquitas especiais, venerar árvores, cavernas e pedras foram abolidas sob esta regra. Desde a criação do Primeiro Estado Saudita, nenhuma dessas práticas jamais foi observada novamente na Arábia Saudita. Em 1744, Maomé ibne Abdal Uaabe e Maomé ibne Saúde fizeram um juramento para alcançar seu objetivo. O casamento entre o filho de Saúde, Abdalazize, e a filha do imã, ajudou a selar o pacto entre as suas famílias que perdurou através dos séculos até hoje.

## Casa de Saud: estabelecimento da soberania
A Casa de Saud e seus aliados, rapidamente cresceram para se tornar a soberania dominante na Arábia, por conquistar primeiramente Négede, e depois expandir a sua influência sobre a costa leste, que media do Cuaite até a fronteira norte de Omã. Além disso, as forças de Saud trouxeram as terras altas de 'Asir sob sua soberania, enquanto que Maomé ibne Abdal Uaabe escreveu cartas para as pessoas e os estudiosos entrarem no campo da jiade, por meio de debates e trabalhos acadêmicos, para remover elementos do politeísmo que existiam em seus países como o Iraque, Egito, Índia, Iêmem e Síria. Após muitas campanhas militares, Saúde morreu em 1765, deixando a liderança para seu filho, Abdalazize.
As forças de Saud foram extremamente longe para obter o comando da cidade santa xiita de Carbala, em 1801. Lá, destruíram túmulos de santos e monumentos, que o movimento ultraconservador salafista, marca do Islã, considerava como sendo atos de politeísmo. Onze anos após a morte de Maomé ibne Abdal Uaabe, o filho de Abdalazize, Saud ibne Abdalazize, estabeleceu forças para trazer a região de Hejaz sob seu domínio. Taife foi a primeira cidade a ser capturada, e mais tarde as duas cidades sagradas de Meca e Medina. Isto foi visto como um grande desafio à autoridade do Império Otomano, que havia exercido o seu domínio sobre as cidades sagradas desde 1517.